# Алькеево (Буинский район)
Альке́ево (тат. Әлки) — село в Буинском районе  Республики Татарстан. Входит в состав Исаковского сельского поселения.

## География
Село расположено на реке Була, в 26 километрах к северо-западу от города Буинска.

## История
В «Списке населенных мест по сведениям 1859 года», изданном в 1866 году, населённый пункт упомянут как казённые деревни Алькеева 2-го стана Тетюшского уезда Казанской губернии. Располагались при речке Большой Буле, по левую сторону торгового тракта из Буинска в Цывильск, в 55 верстах от уездного города Тетюши и в 9 верстах от становой квартиры во владельческом селе Знаменское (Чипчаги). В деревнях в 86 дворах жили 547 человек (262 мужчины и 285 женщин). Была мечеть.

## Население
| 1782 | 1859 | 1897 | 1908 | 1920 | 1926 | 1938 | 1949 | 1958 | 1970 | 1979 | 1989 | 2000 | 2002 | 2010 | 2015 |
| ---- | ---- | ---- | ---- | ---- | ---- | ---- | ---- | ---- | ---- | ---- | ---- | ---- | ---- | ---- | ---- |
| 146  | 547  | 957  | 1108 | 1145 | 691  | 715  | 546  | 522  | 596  | 414  | 277  | 294  | 279  | 226  | 233  |

Национальный состав села:татары.

## Инфраструктура
Неполная средняя школа (с 1930 г. как начальная), дом культуры, детский сад, фельдшерско-акушерский пункт, отделение связи, библиотека.

## Религия
Мечеть (1991 г.).